# Nickelaustinite
La nickelaustinite è un minerale appartenente al gruppo dell'adelite-descloizite.